# الثعالبة (بغداد)
الثعالبة مقاطعة صناعية سكنية في قضاء الشعب على طريق بغداد بعقوبة الجديد، في طرف شمال شرق مدينة بغداد، وسط العراق، مقاطعة بزايز الثعالبة رقم 9، بدايتها من قرب جامع الجهاد جنوباً إلى حدود بوب الشام شمالاً، وكانت الثعالبة من محلات قضاء الأعظمية في ناحية الفحامة، قال عماد عبد السلام رؤوف "نُسبت إلى ما كان في أرضها من ثعالب"، ذكر إبراهيم الدروبي أن (كرد الثعالبة) منسوب إلى السيد أحمد أفندي مفتي الشافعية سابقاً.

## المنطقة السكنية
قُسّمت بعض أراضيها في سبعينات القرن العشرين لتكون منطقة سكنية امتداداً لحي الشعب، قال صلاح داود سلمان في كتابه (المناطق العشوائية في مدينة بغداد) المنشور سنة 2011 "وبعد عام 1980 ظهرت بعض المناطق السكنية العشوائية وبصورة غير واضحة داخل مدينة بغداد عندما قام أحد مالكي الأراضي الزراعية ببيع الأراضي على شكل قطع تراوحت مساحتها ما بين 200-150 متراً تقريباً، وقام السكان ببناء تلك القطع بمادتي الطابوق والبلوك دون اعتبار للمعايير الإنشائية وهي المنطقة التي تقع في نهاية منطقة الثعالبة (حي الشعب) وبقي هذا الحي قائماً إلى الوقت الحالي رغم محاولات الأجهزة الحكومية لإزالته".

## معالمها
- جامع الجهاد: في الحد الجنوبي من مقاطعة بزايز الثعالبة.[8]
- معامل الطابوق.[9]

### المدارس
- مدرسة الأوفياء، في المحلة رقم 363.[10]